# Tom Vanhove
Tom Vanhove (17 augustus 1983) is een Belgisch paralympisch atleet. Hij trad als goalballspeler een eerste maal aan in de Paralympische Zomerspelen 2012. In Londen behaalde hij een 7de plaats met de Belgische nationale goalballploeg.